# 美六鳍虫
美六鳍虫（学名：Hexacromyum elegans）为三轴球虫科六鳍虫属的动物。分布于中太平洋以及西沙群岛等。